# Bullseye (personaje)
Bullseye (Lester) es un supervillano que aparece en los cómics estadounidenses publicados por Marvel Comics. El personaje fue creado por Marv Wolfman y John Romita Sr. Representado como un asesino psicópata, Bullseye aprovecha las oportunidades que le ofrece su profesión para ejercitar sus tendencias homicidas y forjar su propia venganza personal contra Daredevil. También es enemigo de Punisher. Bullseye posee la innata y asombrosa habilidad de usar casi cualquier objeto como proyectil letal, ya sean armas como shurikens y sai, u objetos aparentemente inofensivos como naipes y lápices. Su puntería es asombrosa, casi sobrenatural. Las continuidades alternativas de Daredevil Noir, PunisherMAX y Ultimate Marvel presentan, respectivamente, las encarnaciones originales de Bullseye: Eliza, Shelton Pendergrass y Benjamin "Dex" Poindexter.
Bullseye ha sido adaptado a varias formas de medios relacionados con Daredevil, con representaciones de acción en vivo que incluyen a Colin Farrell en la película Daredevil (2003), Wilson Bethel como Poindexter en la tercera temporada de la serie de televisión del Universo cinematográfico de Marvel Daredevil (2018) y la primera temporada de Daredevil: Born Again (2025), y Curtis Small en la película del UCM Deadpool & Wolverine (2024).

## Historia de publicaciones
La primera aparición del personaje es en Daredevil # 131 (marzo de 1976). Aunque inexplicablemente resucitado por el escritor Marv Wolfman y el artista John Romita Sr., el libro presenta arte de Bob Brown y Klaus Janson.
El verdadero nombre y origen de Bullseye son desconocidos. Él ha usado el nombre "Benjamin Poindexter" en varias ocasiones, pero también hay casos en que su nombre se da como "Lester". La miniserie Bullseye: Greatest Hits (2004) desarrolló la historia de fondo del personaje, pero también reveló que algunos o todos ha sido fabricado, probablemente por Bullseye mismo. En esta serie, el nombre de Bullseye era Leonard.
Después de Civil War, Warren Ellis se hizo cargo de escribir Thunderbolts y Bullseye se convirtió en uno de los miembros principales de la nueva alineación del equipo.
En el episodio de Secret Invasion, Dark Reign, Bullseye se convierte en miembro de los Vengadores Oscuros bajo el alias Hawkeye y aparece en una serie limitada de cinco números Dark Reign: Hawkeye, escrita por Andy Diggle, con arte de Tom Raney. Como miembro de los Vengadores Oscuros, tiene un papel importante en el cruce de Dark Avengers / Uncanny X-Men: Utopia, escrito por Matt Fraction. Apareció como un personaje regular en la serie Dark Avengers desde el número 1 (marzo de 2009) hasta el número 16 (junio de 2010).
Bullseye es asesinado por Daredevil en Shadowland # 1, pero luego es confirmado con vida en el número 26 de la tercera serie de cómics de Daredevil.

## Biografía

### Primeros años y origen
Bullseye creció en el Bronx, donde vivía con su hermano y su padre abusivo. La principal forma de recreación de su hermano era jugar con rifles, lo que llevó a Bullseye a convertirse en un tirador experto. Cuando tenía 10 años, su hermano comenzó un incendio en su casa en un intento fallido de matar a su padre. Poco después, Bullseye se colocó en un hogar de acogida, y se convirtió en un jugador de béisbol en la escuela secundaria. Bullseye era un lanzador extremadamente talentoso, y se le ofreció una beca, pero en cambio optó por ingresar a las ligas menores. Después de tres juegos, fue convocado para jugar un juego de las Grandes Ligas agotado. No se había rendido ningún golpe en todo el juego, y en la parte inferior de la novena entrada con dos outs, se aburrió y le pidió al entrenador que lo sacara del juego. El entrenador se negó, e insistió en que terminara el juego. El bateador del equipo contrario se burló de él, acusándolo de cobardía. Bullseye le lanzó la pelota a la cabeza, matándolo. Cuando la pelota golpeó, solo dijo una palabra: "Bullseye". Fue excluido del béisbol profesional y condenado por homicidio involuntario.
Este es un resumen de una historia de origen anterior de Elektra # 2, que muestra a Bullseye creciendo como un estudiante por debajo del promedio en un parque de casas rodantes con un padre alcohólico y físicamente abusivo. En esta versión de los acontecimientos, Bullseye simula el suicidio de su padre con una pistola disparada por una flecha de juguete. Ninguno o todos los elementos de esta versión pueden ser ciertos, ya que describe a su padre como posiblemente recuperándose de un divorcio reciente, que encaja perfectamente con las burlas de Daredevil en su confrontación durante la historia de "Hardcore".
Su actitud fría y habilidades únicas, sin embargo, significaron que el reclutamiento posterior por parte de la Agencia de Seguridad Nacional como asesino era inevitable, y pronto fue asignado para entrenar a Contras en Nicaragua. Sin embargo, cuando llegó, afirmó que ya había planeado abandonar la NSA. Había planeado robar a los Contras ciegos y huir, pero pronto descubrió que eran desesperadamente pobres. Bullseye sacó el mejor partido de la situación: a las siete horas de haber sido informado de su pobreza, había dirigido a los Contras a tomar una pista de aterrizaje que los contrabandistas de cocaína colombianos estaban usando como área de estacionamiento antes de trasladarse a los Estados Unidos. Sin uso del aeródromo, los contrabandistas no pudieron enviar nuevos envíos. Bullseye estableció a Paolo, su infortunado traductor nicaragüense, como el líder de la nueva fuerza que controla el campo de aviación, y dejó correr la voz. Sin embargo, Paolo no era más que una marioneta. Bullseye planeaba invitar a varias cabezas del crimen organizado al aeródromo para negociar un nuevo acuerdo con él como la supuesta "mano derecha" de Paolo. Tomaría su dinero y desaparecería, presumiblemente dejando a Paolo para sufrir la ira de la mafia, la mafia rusa, Yakuza y varios otros elementos criminales. Sin embargo, antes de que el acuerdo pudiera ser finalizado, llegó el Punisher (Frank Castle).
Castle mató a todos los líderes del crimen organizado en una explosión de fuego de la que Bullseye apenas escapó. Los dos se enfrentaron en una feroz batalla en la que Bullseye pudo herir a Punisher y evadir o desactivar varias de sus armas. La diana luego usó un poco de lodo enrojecido para pintar un ojo de buey en su frente, burlándose de la incapacidad de Castle para golpearlo. La pelea concluyó cuando los agentes de la Administración de Control de Drogas llegaron, y el Punisher huyó. Bullseye se entregó a los agentes de la DEA y pronto fue asignado a infiltrarse en el imperio criminal de Kingpin. Obtuvo un disfraz, huyó una vez más y se convirtió en uno de los sicarios más peligrosos del mundo.
Toda la información anterior es proporcionada por Bullseye durante un interrogatorio posterior por parte de la inteligencia de los Estados Unidos. Justo antes de escapar de la custodia, Bullseye confiesa que inventó parte o toda su historia para divertirse; por ejemplo, afirma que fue realmente el que inició el incendio que quemó su hogar de la infancia. Toda la captura fue un plan del asesino para acceder a la prisión donde está detenido su padre. Bullseye finalmente se venga de su padre, dejándolo quemarse mientras los sistemas de seguridad de la prisión incendian todo lo que hay dentro.

### Traje de carrera criminal
Bullseye combate(y derrota) a Daredevil en un circo para establecer su reputación como extorsionador. Poco después, Daredevil por casualidad lo escucha en medio de un intento de extorsión y lo captura. Bullseye se contrata más tarde por Maxwell Glenn para matar a Matt Murdock y Foggy Nelson, y Daredevil interfiere. Aunque Bullseye lo derrota nuevamente, Daredevil escapa con su vida, y la reputación profesional de Bullseye se ve dañada como resultado. Buscando recuperar su credibilidad, desafía a Daredevil en la televisión en vivo, pero está profundamente derrotado.
A partir de este golpe aún más duro para su reputación, Bullseye contrata a la pandilla de Eric Slaughter y secuestra a la Viuda Negra (Natasha Romanoff) para atraer a Daredevil a un combate de venganza. Daredevil lo derrota nuevamente, y la desesperación de esta humillación repetida lo lleva a una crisis mental. Más tarde se reveló que esta ruptura fue en parte causada por un tumor cerebral, que comienza a causar migrañas, paranoias y alucinaciones que todos los que conoce son Daredevil. Se escapa de la prisión, pero es recapturado por Daredevil, y el tumor se elimina con éxito. Los síntomas del tumor desaparecen rápidamente, y los abogados defensores pueden liberarlo con el argumento de que su comportamiento criminal fue causado únicamente por el tumor cerebral. Es contratado para asesinar a Kingpin, pero se encuentra con repetidos fracasos. Inexplicablemente, esto convence a Kingpin para que lo emplee como su principal asesino, pero lo despide el mismo día cuando es testigo de su humillante derrota en manos de Daredevil. Los repetidos intentos fallidos de Bullseye para recuperar esta posición brevemente mantenida se convirtieron en una broma de la serie Daredevil.
Mientras está en prisión, se entera de que Kingpin ha empleado a un nuevo asesino en jefe: Elektra, la antigua amante de Daredevil. Después de escapar de la prisión, Bullseye ataca a Elektra y la empala en su propio sai. Esto no logra convencer a Kingpin, quien dice que solo lo volverá a contratar si mata a Daredevil. Bullseye intenta emboscar a Daredevil, pero su batalla termina con su archienemigo que lo deja caer desde un cable telefónico. La caída de varios pisos rompe la espalda de Bullseye, paralizándolo.
Durante la prolongada estadía en el hospital de Bullseye después de la caída, Daredevil irrumpe en su habitación del hospital y lo obliga a participar en una variación de dos hombres en la ruleta rusa. El revólver utilizado en el juego se descarga de forma secreta, pero Daredevil hace que Bullseye tome los giros pares para sentirse seguro de que el último disparo lo matará. Bullseye ha citado repetidamente este incidente como su mayor rencor contra Daredevil.
El científico japonés Señor Oscuro Viento libera a Bullseye y lo lleva a Japón, donde ata sus huesos con adamantium, restaurando así su movilidad. Señor Viento Oscuro hizo esto para que Bullseye trabajara como asesino para él a cambio, pero a pesar de que este favor se hizo para él, Bullseye se niega a trabajar gratis. En cambio, hace otra jugada para recuperar la posición de asesino principal del Rey de los Ejércitos, quien nuevamente dice que le dará la posición si mata a Daredevil, sabiendo que fracasará. Bullseye es encarcelado durante varios años.
Bullseye finalmente se escapa de la prisión, y luego lucha contra el Capitán América. Él lucha con Calavera en un intento de asesinar al Cráneo Rojo para recuperar su antigua posición con Kingpin.
Bullseye se encuentra con un temerario amnésico. Aprovecha la amnesia de Daredevil haciéndose pasar por él y cometiendo robos en un intento de destruir su imagen. En uno de sus primeros robos fue atrapado por la desilusionada esposa de su marca. Él se enamora de ella, y cuando ella le suplica que se la lleve con él, la guarda en su escondite abandonado como su amante, tratando de adularla duchándola con dinero y joyas robadas. Sin embargo, ella se da cuenta de que él es mentalmente débil y, asustado por uno de sus arrebatos psicóticos, ella lo abandona. Gradualmente, Bullseye se vuelve tan inmerso en su personificación de temerario que se cree ser verdaderamente temerario, una confusión de la que el verdadero héroe se aprovecha para derrotarlo.
Bullseye luego tendrá otro enfrentamiento con el Punisher cuando forma parte del esquema de encuadre de Frank que termina cuando Bullseye recibe sus dos manos y pierde un dedo por la brutalidad del Punisher. Bullseye encuentra a Deadpool y Gambito durante otro largo intervalo en el que el personaje rara vez se usaba.
Bullseye es contratado por el villano Mysterio para atacar y confundir a Daredevil. En el curso de su batalla, Bullseye mata a Karen Page, el viejo interés amoroso de Daredevil, con uno de los billy clubs de Daredevil.
Bullseye es reclutado para robar el Disco de Identidad, supuestamente está en posesión de A.I.M. y tiene información vital sobre los superhéroes del mundo, junto con Deadpool, Sabretooth, Buitre y Juggernaut.
Bullseye se ofrece a matar a Daredevil por Kingpin, que luego ingresará al departamento de Daredevil e intentará asesinar a la nueva novia de su antiguo enemigo, Milla Donovan. Enfurecido y ya cerca del punto de quiebre, Daredevil ataca a Bullseye y lo arroja por la ventana. Durante la pelea, el héroe le revela a Bullseye que sabe que su verdadero nombre es Lester, que su madre era prostituta y que nunca conoció a su padre. Se burla del nuevo tatuaje 'Bullseye' del asesino y talla uno nuevo sobre él con una roca.
Bullseye busca supuestos documentos que confirman la identidad secreta de Daredevil. Después de una pelea brutal con Daredevil y Elektra, Bullseye huye en un tráfico abierto donde es atropellado por un camión, que sufre lesiones graves.

### Thunderbolts
Bullseye, junto con muchos otros villanos, es reclutado en los Nuevos Thunderbolts por Iron Man y Mister Fantástico para cazar a los superhéroes anti-registro en la historia de Marvel Civil War. Luego, es reclutado por Norman Osborn en el equipo reformado liderado por Moonstone. Él opera de forma invisible y no es visto por el público. Se usa como último recurso y tiene una cadena de nano en su sistema, por lo que si desobedece las órdenes, recibirá una descarga eléctrica.
Bullseye lucha contra Águila Americana después de haber sido engañado por Songbird y le dijo que ella había desactivado su cadena de nano. Durante la pelea, recibe simultáneamente una descarga eléctrica de la nano-cadena en su sistema por orden de Moonstone y es atacado por Águila Americana. Águila Americana lo golpea severamente, burlándose de él por evitar deliberadamente peleas con enemigos superpoderosos, y finalmente rompe el cuello de Bullseye. Como resultado de los daños sufridos por ser atacado por un hombre con una fuerza sobrehumana y por la cadena de nano, Bullseye se paraliza, no puede hablar y ha sufrido lesiones cerebrales graves. Bullseye se muestra más tarde caminando debido a la cirugía nanomecánica, y luego continúa una ola de matanzas usando escalpelos para "obtener práctica de tiro". Más tarde, se une a los Thunderbolts en sus esfuerzos por asesinar al Caballero Luna.
Bullseye estaba con los Thunderbolts cuando lucharon contra los Skrull en Washington D. C.. Se aprovechó de una recién resucitada Andrea von Strucker distraído por Moonstone para matar a Andrea, y casi mató a Moonstone en el proceso. Bullseye viaja junto con los otros Thunderbolts al Central Park y se une a la batalla final contra la fuerza principal de Skrull. Al obtener un lanzamisiles del Zeus, lanza un cohete a través del ojo derecho del Yellowjacket Skrull, lo que le impide participar con otros héroes.
Osborn le ordena a Bullseye que mate a Songbird, y finalmente le da a Bullseye la oportunidad de vengarse. Bullseye casi tiene éxito, pero está incapacitado por el Espadachín que la ayuda a escapar.

### Vengadores Oscuros
Como recompensa de Norman Osborn por su papel durante la invasión Skrull, Bullseye se coloca en los Vengadores Oscuros y recibe el disfraz y el nombre en clave de Hawkeye.
Norman Osborn contrata a Bullseye para eliminar Deadpool, de quien Norman robó datos sobre "cómo matar a una reina Skrull", pero Bullseye no tuvo éxito.
En la primera misión de los Vengadores Oscuros, él mata a Morgan le Fay (que acababa de morir a manos de Sentry y regresó) solo para que ella volviera una vez más con un ejército de demonios.
Los Vengadores Oscuros luchan contra un robot Hulkbuster, y "Hawkeye" lo desactiva después de matar a su piloto. El robot cae, matando a treinta y seis civiles. Cuando Osborn reprende a Bullseye por su parte en las muertes, Bullseye exige crédito por sus muertes. "Hawkeye" luego sale y salva a una mujer de ser atacada por tres hombres. Él los mata, y la mujer lo enfurece inadvertidamente al referirse a Osborn como "su jefe". Después de que él la mata, se da cuenta de un equipo de noticias en un helicóptero filmando la acción. Silencia al equipo de noticias haciendo volar el helicóptero.
Bullseye se utiliza para sacar a su antiguo compañero Deadpool. Deadpool finalmente gana la ventaja y lo apuñala en el pecho con un meathook. Más tarde se despierta en un hospital y va tras Deadpool de nuevo. Deadpool evita fácilmente los ataques de Bullseye, luego ejecuta Bullseye, deteniéndose con uno de los neumáticos del vehículo en la pierna de Bullseye. Bullseye paga a Deadpool (bajo el pretexto de que Osborn le dijo que lo hiciera) para salvarse.
Elektra apuñala a Bullseye con su propia flecha.
A Bullseye luego se le da la orden de Osborn para eliminar a Daredevil, quien ha sido descubierto liderando La Mano. Daredevil, que está pasando por las pruebas necesarias para unirse al choque de la Mano y Bullseye. Bullseye usa piqueros y atrapa un edificio con cien personas en él. Daredevil continúa luchando contra Bullseye sin saber que el edificio está amañado y que Bullseye tiene el detonador. Cuando el edificio explota, Bullseye se escapa y deja a Daredevil para su dolor, burlándose de que si Daredevil hubiera elegido matarlo, las personas en el edificio podrían haberse salvado.
Hombre Molécula convierte a Bullseye en un estanque de agua para someterlo; Sin embargo, como líquido todavía intenta atacar a Hombre Molécula. Es restaurado por Sentry.
También es parte del equipo cuando van a Manhattan a buscar a Noh-Varr. Sentry lo encuentra primero, pero se distrae y luego abandona la batalla para descubrir que Noh-Varr se ha ido.
Más tarde, Osborn le asigna a Bullseye el deber de matar a la esposa de Sentry, Lindy. La lleva a dar un paseo en helicóptero, la estrangula y arroja su cuerpo al océano. Cuando Sentry le pregunta sobre el paradero de Lindy, Bullseye afirma que ella se suicidó en el campo saltando del helicóptero, y Sentry vuela para encontrarla.

### Shadowland
A raíz de Siege, Bullseye es encarcelado y enviado a la Balsa. Sin embargo, en el proceso de ser transferido allí, logra matar a sus captores y escapa. Regresa a la Cocina del Infierno y llega a Shadowland, la fortaleza de Daredevil, y se enfrenta a Daredevil y una legión de ninjas de la mano. Bullseye no está preparada para la nueva crueldad de su enemigo, ya que Daredevil le disloca los hombros y luego lo apuñala en el corazón con su propio sai, de la misma manera que Bullseye había matado a Elektra años antes. Más tarde, un grupo de Hells Bikers organizó un servicio fúnebre (no autorizado, como J. Jonah Jameson lo había prohibido expresamente) para Bullseye. Ben Urich se arrastra a lo largo, así como Danny Deaver. Deaver, sin embargo, continuamente ve visiones de Bullseye, y no está claro si es o no el espíritu de Bullseye o simplemente parte de la psicosis de Deaver. El servicio funerario es interrumpido por Daredevil y la Mano y se desata una masiva pelea, casi matando a Urich. Daredevil luego exhuma el cadáver de Bullseye, con la intención de resucitarlo como un soldado leal a la Mano. Los héroes interrumpen la ceremonia, impidiendo la resurrección de Bullseye.

### Regreso
Más tarde se reveló que Bullseye todavía estaba apenas vivo cuando su cuerpo desapareció después de la batalla, pero debido a sus heridas se ha convertido en un inválido que tiene que confiar en un pulmón metálico para sobrevivir. Para vengarse, se revela que es el cerebro detrás de las acciones de Klaw, Coyote e Ikari contra Daredevil. Más tarde es encontrado por el héroe, que derrotó a Ikari y Lady Bullseye. El almacén donde estaban se destruye posteriormente, y Bullseye casi se ahoga en desechos radiactivos, dejándolo cicatrizado y ciego.
Durante la historia de Secret Wars, Bullseye se encuentra entre los villanos que asisten a la fiesta de observación de Kingpin de la incursión entre la Tierra-616 y la Tierra-1610.

## Bullseye y Daredevil
Bullseye y Daredevil son más que villano y héroe, respectivamente. Entre ellos hay algo personal. Se odian de verdad. Cada batalla deja a ambos contrincantes destrozados y cubiertos de sangre. Bullseye acabó con la vida de las dos mujeres más importantes de la vida de Daredevil: primero fue Elektra y luego Karen Page, la eterna novia de Matt, a la que Bullseye atravesó con uno de los bastones del propio Daredevil. Con sus ataques directos al corazón, Bullseye ha moldeado a Matt hasta convertirlo en el hombre que es hoy, lleno de dolor y soledad, y con un ansia ardiente de llenar el vacío de su alma. Bullseye es el único capaz de conseguir que Daredevil, el Hombre sin Miedo, sienta de nuevo el terror.

## Poderes y habilidades
Bullseye tiene una habilidad innata para lanzar virtualmente cualquier objeto como un proyectil con una precisión increíble y con la fuerza suficiente para ser letal. Algunos de sus logros incluyen lacerar la garganta de una persona con una tarjeta de juego arrojada, escupir su propio diente a través de un cráneo humano, lanzar un avión de papel a un tejado lejano y matar a una persona con un palillo de dientes a través de una ventana a una distancia de cien metros.
Aparte de su habilidad para lanzar proyectiles con una precisión letal, Bullseye también es un experto artista marcial, y es extremadamente talentoso en el uso de armas afiladas / arrojadizas y armas de fuego convencionales.
Bullseye tiene un acondicionamiento físico excepcional, con la agilidad, los reflejos, la resistencia y la velocidad de un atleta profesional.
Debido a las lesiones de una caída de varios pisos, muchos de los huesos de Bullseye se han reforzado con tiras de adamantium. Esto ha aumentado su resistencia a las lesiones en el combate sin armas. Este refuerzo también permite a Bullseye utilizar maniobras acrobáticas imposibles para un humano común, ya que sus huesos están protegidos contra fracturas. Mientras que el adamantium de Wolverine se implantó usando solo notas robadas e incompletas sobre el proceso de enlace como guía, y, por lo tanto, solo su factor de curación mutante le permitió sobrevivir al proceso, la cirugía de Bullseye fue realizada correctamente por el mismo Señor Viento Oscuro, y así se incluyó el tratamiento especial con hierbas que evita que el cuerpo sea destruido por la implantación.
Bullseye tiene una necesidad compulsiva de estudiar las historias, habilidades y relaciones de sus objetivos antes de comprometerlos. Él emplea esta información para intentar anticipar los movimientos de sus oponentes en combate. Esta compulsión a menudo pasa de lo profesional a lo personal, como la obsesión de Bullseye con Elektra.
Debido a una lesión mutua en la cabeza, Bullseye pudo sentir psíquicamente la presencia de Daredevil por un breve tiempo.

## Recepción
Bullseye ocupó el puesto 20 en la lista de IGN de "Los 100 mejores villanos del cómic de todos los tiempos", y 35 en su lista de "Los 50 mejores vengadores".

## Otras versiones

### Era de Apocalipsis
En el arco de 1994 de una línea de tiempo diferente, Bullseye es visto como uno de los mejores soldados de los humanos. Usando una ametralladora y golpeando a cada objetivo enemigo, pelea del lado de "bueno". Él no usa su traje original, y no actúa como un loco.

### Mutante X
Una versión de Bullseye aparece en la continuidad de Mutant X, también un supervillano notorio. Bullseye aparece en la corte para asesinar a Bruto cuando éste está en juicio por cargos de asesinato. Él es golpeado por Elektra.

### Marvel 1602
En el universo de Marvel 1602 (Tierra-311), Bull's Eye aparece como un asesino / primer compañero del malvado capitán Wilson Fiske (The King's Pin). Está fuertemente tatuado alrededor de la cara y los brazos, y posee las habilidades principales de Bullseye. Su capitán lo envía con órdenes de matar a Peter Parquagh, también conocida como la versión 1602 de Spider-Man. Él es atacado por la versión 1602 del Lagarto y presumiblemente perece.

### House of M
El Bullseye que aparece en la realidad de House of M está a cargo de Wilson Fisk, junto con varios otros asesinos. Él tiene la tarea de matar a Black Cat cuando Kingpin decide revelar a Black Cat como una traidora. También ayuda a la Hermandad a eliminar a grupos sapienses en toda la ciudad, específicamente a los Dragones de Shang-Chi, matando a Espadachín en el conflicto. En la confrontación con los Vengadores, Hawkeye le dispara en sus manos.

### Marvel Zombies
En Marvel Zombies, un Bullseye zombificado aparece junto a otros supervillanos no muertos que atacan e intentan comerse al invasor Galactus.

### Ultimate Marvel
La versión Ultimate Marvel de Bullseye aparece en Ultimate Elektra como un asesino. Esta versión es Benjamin Poindexter y trabaja para Kingpin y es su principal asesino hasta que Elektra lo vence en combate directo. Emplea disfraces en sus éxitos y, en un momento dado, lleva una variación de su disfraz de encarnación del Universo Marvel, sin máscara. Tiene un tatuaje de ojo de buey en la frente, similar al tatuaje y más tarde cicatrización de la versión de Marvel y la marca de la versión de la película. También tiene un tatuaje de ojo de buey en su pecho sobre su corazón.

### Viejo Logan
En Viejo Hawkeye, una precuela del cómic Viejo Logan, Bullseye aparece como un Marshall que trabaja para Red Skull y va en contra de las órdenes de su superior para rastrear a Hawkeye, ya que se ha perdido la emoción de pelear contra un superhéroe del último par de décadas.

## En otros medios

### Televisión
- Una encarnación alternativa original de Bullseye, Clint Barton, aparece en el episodio de la serie animada Avengers Assemble, "Planet Doom" (2013).[80]

### Película
- Bullseye apareció en la película Daredevil (2003) como el antagonista, luchando contra Daredevil en varias ocasiones. Fue interpretado por el actor irlandés Colin Farrell. De hecho, en la película un hombre dice "¡Eres una basura de irlandés!" cuando le gana una apuesta. A diferencia del original que usa un disfraz azul con una diana dibujada sobre su frente en su máscara (representando su extrema puntería), el aspecto de Colin Farrell en la película se asemeja más al de un asesino callejero, con su característica diana tallada en su piel sobre su frente. En la película, Bullseye utiliza shurikens realizadas en la hebilla del cinturón como su arma principal, aunque usa muchos objetos pequeños, incluyendo cacahuetes, clips, cartas, fragmentos de vidrio roto y un lápiz como armas alternativas. Es contratado por Kingpin para matar a Nikolas Natchios, a quien asesina con el arma de Daredevil, lo que lleva a Elektra a creer que Daredevil es el asesino de su padre. Bullseye comienza a percibir en Daredevil un reto personal, porque él es el único blanco al que jamás ha podido darle. Más tarde, Elektra ataca a Daredevil, en busca de venganza, pero pronto se da cuenta de que Bullseye mató a su padre. Elektra y Bullseye se enfrentan, y él mata brutalmente a Elektra. Bullseye persigue a Daredevil a una iglesia, y comienza una batalla entre ambos, hasta que unos disparos de un francotirado lo dejan con heridas que se asemeja a estigmas. Daredevil lo agarra y lo lanza por una ventana, estrellándose contra el capó del auto de Ben Urich. En una escena final se lo muestra hospitalizado, pero todavía capaz de chasquear una aguja hipodérmica con la suficiente fuerza y precisión para empalar a una mosca sin matarla. Colin Farrell fue asignado al papel en diciembre de 2001.[81] Farrell, adoptando un acento americano para la mayoría de sus películas anteriores, fue alentado a mantener su acento irlandés.[82]

### Universo cinematográfico de Marvel
- Wilson Bethel interpreta a la encarnación de Benjamin "Dex" Poindexter de Bullseye en dos series de televisión del Universo cinematográfico de Marvel (UCM):
  - Dex aparece en la tercera temporada de Daredevil (2015),[83] con Cameron Mann y Conor Proft interpretando al personaje cuando era niño y adolescente respectivamente.[84]Esta versión es un agente del FBI con problemas de salud mental diagnosticados que anteriormente sirvió en el ejército de los EE. UU. antes de unirse al FBI como francotirador. Después de llamar la atención de Kingpin mientras lo protege de los agresores, es manipulado para que se ponga una réplica del traje de Daredevil y realice golpes en un intento de impugnar la reputación del verdadero Daredevil y neutralizar las amenazas al resurgimiento de Kingpin como señor del crimen. Mientras opera como Daredevil, Poindexter lucha contra el verdadero Daredevil dos veces, forma una relación con una civil llamada Julie antes de que Kingpin la mate para manipular aún más a Poindexter y mata a su excompañero, el agente Ray Nadeem, por orden de Vanessa Marianna.[85]Al enterarse por Daredevil de que estaba siendo manipulado, Poindexter irrumpe en la recepción de la boda de Kingpin y Vanessa para buscar venganza. Posteriormente lucha contra Daredevil y Kingpin antes de que este último derrote a Poindexter, rompiéndole la espalda en el proceso. Posteriormente, Poindexter se somete a una cirugía experimental para restaurar su columna vertebral.[86]
  - Dex regresará en la primera temporada de la serie de Marvel Studios Daredevil: Born Again (2025), episodio "Heaven's Half-Hour", donde mata a Foggy Nelson antes de que Daredevil lo arroje desde un techo, aunque Dex sobrevive. Un año después, él recibe una sentencia de cadena perpetua por sus crímenes. En "Isle of Joy", él se encuentra en la prisión estando en supervisión donde es visitado por Murdock, quién supo que aún sigue conectado con Fisk sobre lo que ocurrió con la muerte de Foggy, y al golpearlo 3 veces encadenado en la mesa, Dex logra escapar con un diente roto, yendo tras Fisk y Murdock, quién supo que fue Vanessa al mandar a Dex en matar a Nelson, tanto como a Murdock y Page. En el final de "Straight to Hell", se encuentra oculto en un edificio siendo ahora un perseguido.[87][88]
- Una variante alternativa de Bullseye del multiverso que sirve como uno de los aliados de Cassandra Nova aparece en la película Deadpool & Wolverine (2024), interpretado por Curtis Small, con una apariencia similar a la de la interpretación de Farrell en la película de 2003.[89][90]

### Videojuegos
- Bullseye aparece en el videojuego The Punisher como guardián de Kingpin en las Industrias Fisk.
- Aparece en el videojuego Marvel: Ultimate Alliance como uno de los jefes intermedios en la primera misión.
- Aparece además en el juego Marvel Avengers Alliance como uno de los jefes recurrentes, siendo no jugable.
- Forma parte del videojuego LEGO Marvel Super Heroes,[91] apareciendo junto a Kingpin y Elektra
- Bullseye aparece en Marvel: Ultimate Alliance 2, con la voz de Brian Bloom.
- Aparece como personaje jugable en el juego para móviles Marvel Future Fight.
- Bullseye aparece como un personaje villano en Marvel Super Hero Squad Online.
- Bullseye apareció como un subjefe en el nivel final de The Amazing Spider-Man vs. The Kingpin.
- La versión Old Bull de Bullseye aparece como un personaje jugable en Lego Marvel Super Heroes 2.[92]

- Aparece en el videojuego para móviles Marvel Strike Force como personaje jugable.
- Bullseye aparece como personaje jugable en Marvel Contest of Champions.[93]